# Liste der Fließgewässer im Flusssystem Fischach (Bühler)

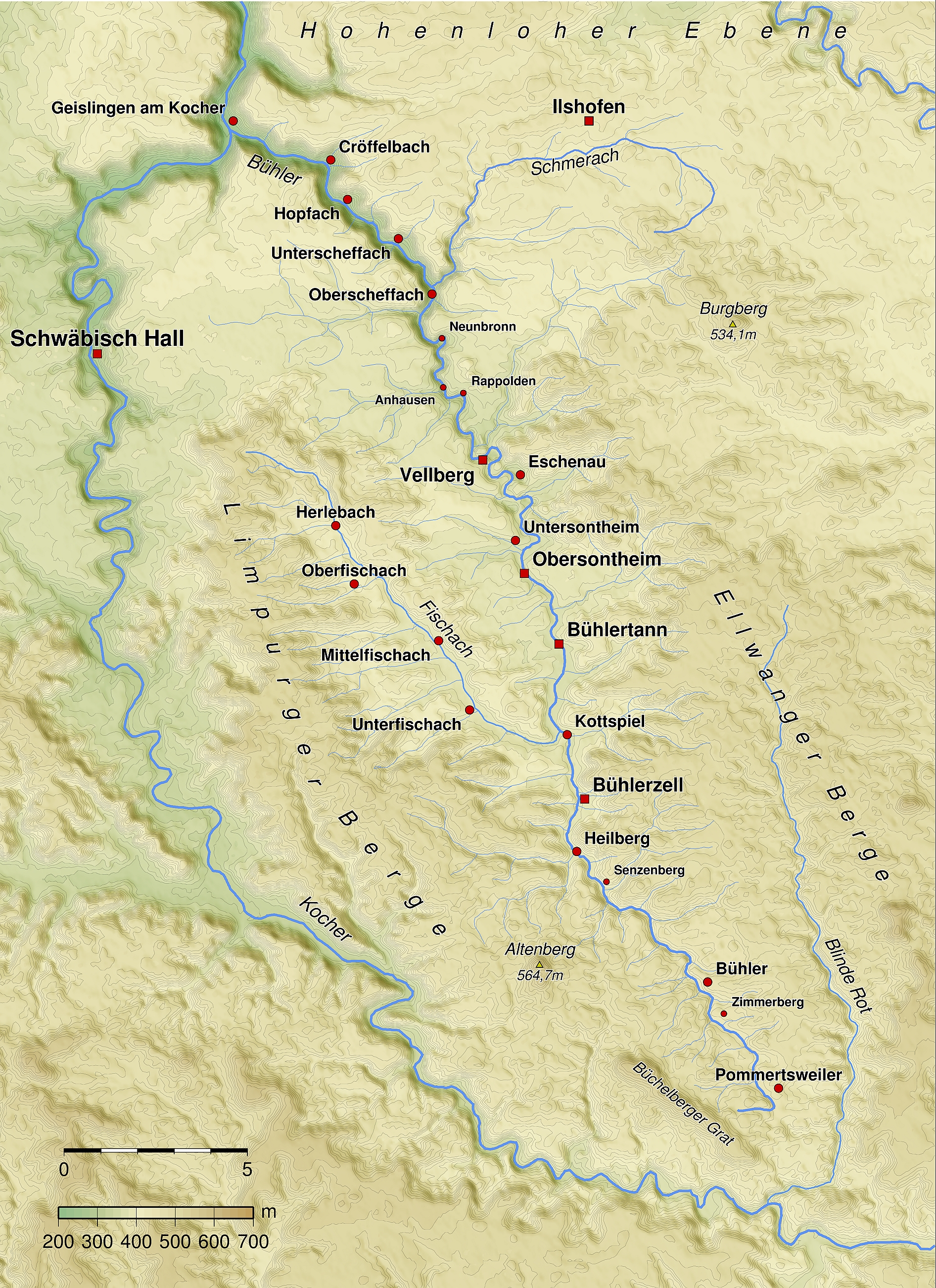
Die Fischach zwischen Kocher und Bühler, denen beiden sie entgegenfließt.

Die Fischach ist ein 14,2 km langer Zufluss der Bühler im baden-württembergischen Landkreis Schwäbisch Hall mit einem Einzugsgebiet von 43,5 km² und 10 größeren Zuflüssen, die ihr alle von rechts aus den Limpurger Bergen zulaufen, anfangs mit Quellen nahe der Kohlenstraße, nämlich
- der Sauklingenbach mit 1,3 km und 0,7 km²,
- der Lembach mit 2,6 km und 1,9 km²,
- der Brühlbach mit 3,4 km und 3,5 km²,
- der Lustbach mit 3,4 km und 1,7 km²,
- der Bobach mit 4,0 km und 3,4 km²,
- der Benzenbach mit 4,4 km und 4,5 km²,
- der Bühlbach mit 4,8 km und 4,2 km²,
- der Breitenbach mit 4,6 km und 5,0 km²,
- der Weiler Bach mit 3,8 km und 4,1 km²,
- der Schaufelbach mit 2,1 km und 1,2 km²,

Längen jeweils für den gesamten Hauptstrang mit ggf. anders benannten Oberläufen. Im untersten Talabschnitt nach dem Schaufelbach gibt es einige kürzere und namenlose fischachparallele Auengräben.

## Diagramm der Zuflüsse der Fischach
alle von rechts

## Tabelle der größeren Zuflüsse der Fischach
- Mit
  - der Fischach selbst,
  - Zuflüssen erster Ordnung,
  - einigen Zuflüssen zweiter Ordnung,
  - wenigen Zuflüssen dritter Ordnung
  - und einem anderen Mündungsarm.
- Die Ordnung der Zuflüsse wurde dabei aufgefasst nach der herrschenden Namensgebung; an jedem Zusammenfluss zweier Bäche zu einem mit neuem Namen erhöht sie sich also bergwärts auf beiden Zweigen um eins. Die amtliche Fließgewässerkennzahl dagegen identifiziert in diesem Falle den einen (Haupt-)Ast mit dem Unterlauf. Entsprechendes gilt für Stielbach und Breitenbach, wo sich der Name abrupt und ohne jeglichen Zufluss ändert. Vgl. die einschlägigen Spalten.
- Länge der Bäche auf dem Hauptstrang, also ggf. mit Oberläufen, Quelle ist die des zugerechneten Oberlaufs.
- Nachweise siehe bei den jeweiligen Bachartikeln. Diese liefern in der Regel auch Nachweise für die eigenen Zuflüsse ohne eigenen Artikel. Das umfangreicheren → Detaillierte Zuflusssystem unten bietet ebenfalls Nachweise und führt auch Seen auf.
- In die Gewässerkennzahl (Spalte GKZ) wurde hinter das Präfix, das die Gewässerkennzahl der Fischach selbst ist, zur besseren Lesbarkeit immer der Trenner „-“ eingefügt.
- Die notierte Stationierung für den Mündungsarm am Abzweig wurde ausgemessen.

| Stat. [km] | GKZ        | Name                         | Lage       | Vorfluter        | Länge [km] | EZG [km²] | Mündung                                                 | Mündungshöhe [m ü. NHN] | Quelle                                                   | Quellhöhe [m ü. NHN] | Bemerkungen                                       |
| ---------- | ---------- | ---------------------------- | ---------- | ---------------- | ---------- | --------- | ------------------------------------------------------- | ----------------------- | -------------------------------------------------------- | -------------------- | ------------------------------------------------- |
| 00.000     | 238664     | Fischach                     | n. a.      | → Bühler         | 014,2      | 0043,5    | Bühlertann-Kottspiel                                    | 376,0                   | Einkornwald                                              | 481,0                |                                                   |
| 12.532     | 238664-12  | Sauklingenbach               | rechts     | → Fischach       | 01,3       | 00,7      | Einkornwald, wenig nach Bombensee                       | 431,0                   | Einkornwald, östl. Beginn Kohlenstraße                   | 480,0                |                                                   |
| 00.104     | 238664-122 | Tannenbach                   | rechts     | → Sauklingenbach | 00,5       | 00,2      | Einkornwald, im Bombensee                               | 435,0                   | Einkornwald, Tannenbühl                                  | 455,0                |                                                   |
| 09.877     | 238664-14  | Lembach                      | rechts     | → Fischach       | 02,6       | 01,9      | Obersontheim-Herlebach, etwas nördlich                  | 411,5                   | Einkornwald, südlich Sahrlachen                          | 455,0                |                                                   |
| 09.482     | 238664-2   | Brühlbach                    | rechts     | → Fischach       | 03,4       | 03,5      | Obersontheim-Herlebach, Brücke                          | 410,0                   | Michelbach an der Bilz, Kohlschnäue                      | 487,0                | mit OL Eschertalbach                              |
| 02.288     | 238664-20  | Eschertalbach                | rechter OL | → Brühlbach      | 01,1       | 00,6      | Obersontheim-Lotthaus, südwestlich in Wolfsklinge       | 430,0                   | Michelbach an der Bilz, Kohlschnäue                      | 487,0                | teilt GKZ mit Brühlbach                           |
| 02.288     | 238664-22  | (Bach aus Wolfsklinge)       | linker OL  | → Brühlbach      | 01,0       | 00,4      | Obersontheim-Lotthaus, südwestlich in Wolfsklinge       | 430,0                   | Michelbach an der Bilz, Kohlschnäue                      | 480,0                |                                                   |
| 08.523     | 238664-32  | Lustbach                     | rechts     | → Fischach       | 03,2       | 01,7      | Obersontheim-Oberfischach, etwas nördlich               | 403,4                   | Obersontheim-Herlebach, Kohlenstraße/Muselmoor           | 492,0                |                                                   |
| 07.461     | 238664-4   | Bobach                       | rechts     | → Fischach       | 04,0       | 03,4      | Obersontheim-Oberfischach, östlich                      | 399,0                   | Obersontheim-Herlebach, Kohlenstraße/Muselmoor           | 490,0                | mit OL Rotbach                                    |
| 00.758     | 238664-4   | Rotbach                      | rechter OL | → Bobach         | 03,2       | 02,1      | Obersontheim-Herlebach, Südrand                         | 407,5                   | Obersontheim-Herlebach, Kohlenstraße/Muselmoor           | 490,0                | teilt GKZ mit Bobach                              |
| 03.129     | 238664-42  | Mühlsteinbach                | rechts     | → Rotbach        | 00,7       | 00,3      | Obersontheim-Herlebach, westlich in Waldteich           | 455,0                   | Obersontheim-Herlebach, westlich an Kohlenstraße         | 475,0                |                                                   |
| 02.550     | 238664-44  | Esterichbach                 | rechts     | → Rotbach        | 01,0       | 00,3      | Obersontheim-Herlebach, unterm Langen Esterich          | 434,9                   | Obersontheim-Herlebach, Kohlenstraße/Hundshof            | 490,0                |                                                   |
| 00.758     | 238664-46  | Rohrbach                     | linker OL  | → Bobach         | 01,9       | 00,9      | Obersontheim-Herlebach, Südrand                         | 407,5                   | Obersontheim-Herlebach, westlich im Wald Hag             | 465,0                |                                                   |
| 05.812     | 238664-52  | Benzenbach                   | rechts     | → Fischach       | 04,4       | 04,5      | Obersontheim-Rappoltshofen, östlich                     | 389,7                   | Obersontheim-Benzenhof, Kohlenstraße bei Dreikaiserlinde | 490,0                |                                                   |
| 02.224     | 238664-522 | Streitbach (oder Breitbach?) | rechts     | → Benzenbach     | 01,4       | 00,7      | Obersontheim-Benzenhof, etwas uh.                       | 416,5                   | Obersontheim-Benzenhof, Nordostfuß Streitberg            | 465,0                |                                                   |
| 0.0887     | 238664-524 | Riedbächle                   | rechts     | → Benzenbach     | 02,5       | 01,2      | Obersontheim-Rappoltshofen, Südrand                     | 398,0                   | Obersontheim-Rappoltshofen, südwestlich in Harzplatte    | 458,0                |                                                   |
| 04.379     | 238664-6   | Bühlbach                     | rechts     | → Fischach       | 04,8       | 04,2      | Obersontheim-Mittelfischach, südöstlich                 | 385,2                   | Gaildorf-Winzenweiler, nördlich am Streitberg            | 504,0                |                                                   |
| 02.710     | 238664-62  | Amsbach                      | rechts     | → Bühlbach       | 02,1       | 01,1      | Obersontheim-Rappoltsau, nordwestlich                   | 424,0                   | Gaildorf-Winzenweiler, westlich Haspelsee                | 500,0                | durchläuft den Haspelsee                          |
| 03.753     | 238664-72  | Breitenbach                  | rechts     | → Fischach       | 04,6       | 05,0      | Obersontheim-Mittelfischach, Haltestelle Breitenbach    | 385,0                   | Obersontheim-Mittelfischach, Kohlenstraße/Stielberg      | 498,0                | mit OL Stielbach                                  |
| 02.152     | 238664-72  | Stielbach                    | OL         | → Breitenbach    | 02,5       | 02,3      | Obersontheim-Engelhofen, Hauptstraße (Namenswechsel)    | 405,0                   | Obersontheim-Engelhofen, Kohlenstraße/Stielberg          | 498,0                | teilt GKZ mit Breitenbach                         |
| 02.963     | 238664-724 | (Bach aus Hühnerklinge)      | links      | → Stielbach      | 01,0       | 00,4      | Obersontheim-Engelhofen, südwestlich                    | 417,3                   | Obersontheim-Engelhofen, Kalkberg                        | 475,0                | Stationierung am Gesamtlauf Breitenbach–Stielbach |
| 01.996     | 238664-726 | Klingenbach                  | links      | → Breitenbach    | 01,4       | 00,8      | Obersontheim-Engelhofen. Ostrand                        | 403,0                   | Obersontheim-Rothof, Teichauslauf                        | 442,0                |                                                   |
| 02.793     | 238664-8   | Weiler Bach                  | rechts     | → Fischach       | 03,8       | 04,1      | Obersontheim-Unterfischach, östlich an Brücke Mühlweg   | 381,5                   | Obersontheim-Unterfischach, Schenkengeren                | 495,0                |                                                   |
| 01.168     | 238664-82  | Kappelbach                   | links      | → Weiler Bach    | 00,8       | 00,5      | Obersontheim-Weiler, uh. vor Obersontheim-Unterfischach | 395,0                   | Obersontheim-Weiler, nördlich                            | 425,0                |                                                   |
| 01.845     | 238664-92  | Schaufelbach                 | rechts     | → Fischach       | 02,1       | 01,2      | Obersontheim-Unterfischach, Gumpenwiesen                | 380,0                   | Obersontheim-Unterfischach, Göbelsrain                   | 455,0                | Grenzbach Obersontheim/Bühlerzell                 |
| 00.320     | (23866512) | → Rohrwiesengraben           | → links    | → Bühler         | 00,7       | 00,3      | Bühlertann-Weidenmühle                                  | 372,0                   | Bühlertann-Kottspiel, wenig uh. Fischachbrücke           | 378,0                | linker Hochwasser-Mündungsarm zur Bühler          |

## Detailliertes Zuflusssystem der Fischach

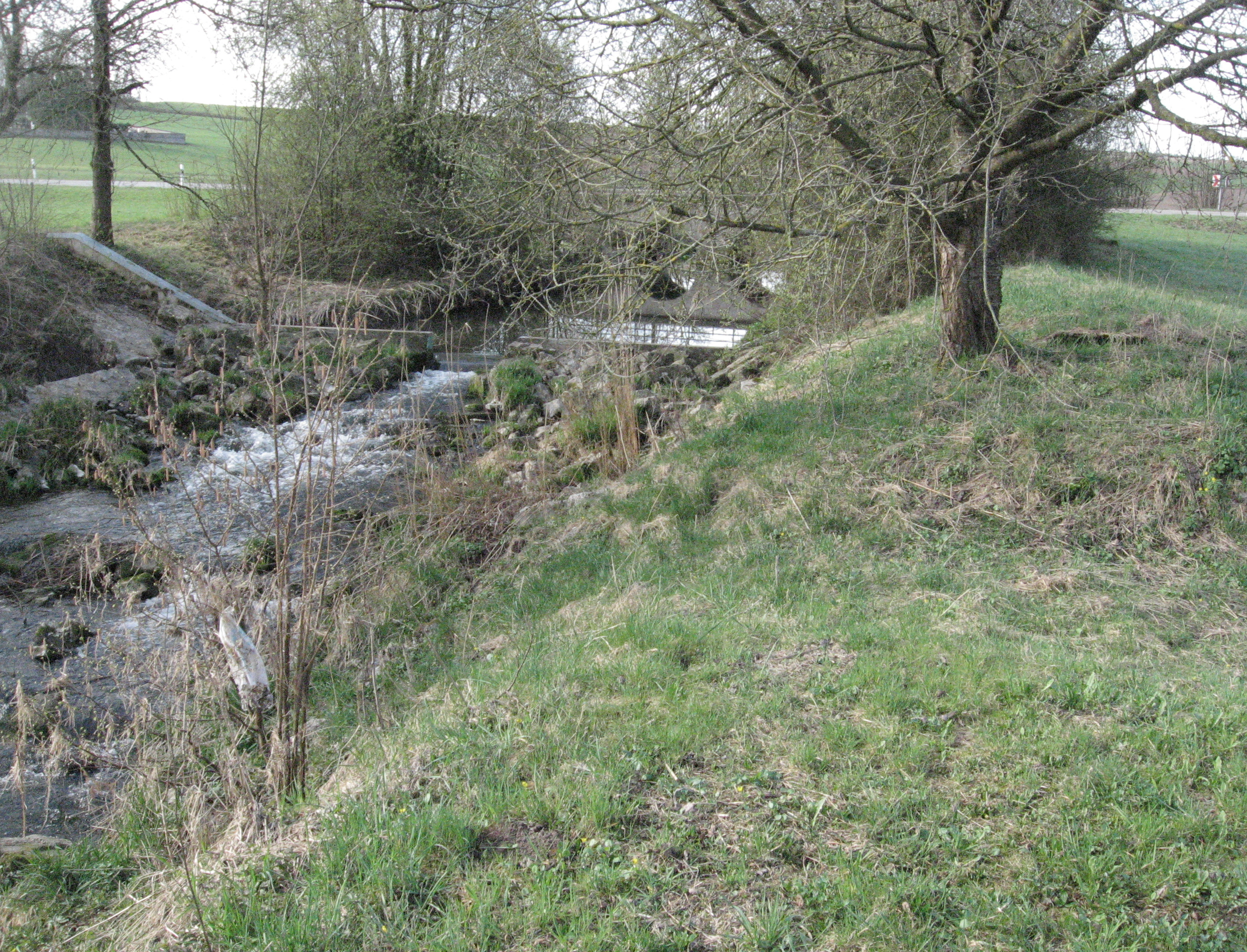
Geländescharte links der Fischach zu einem Auengraben in der Bühleraue

Hierarchische Liste der Zuflüsse und  Seen jeweils von der Quelle zur Mündung. Gewässerlänge, Seefläche,  Einzugsgebiet und Höhe nach den entsprechenden Layern auf der Onlinekarte der LUBW. Andere Quellen für die Angaben sind vermerkt. Bezeichnungen in Klammern sind keine Eigennamen, sondern Behelfsbezeichnungen, wo keine solchen zu ermitteln waren.
Quelle der Fischach auf etwa 481 m ü. NHN etwa einen Kilometer östlich des Einkornturms im zu Schwäbisch Hall gehörenden Einkornwald, zwischen dessen Waldgewannen Schattenschnäue im Norden und Altes Spöck im Süden.

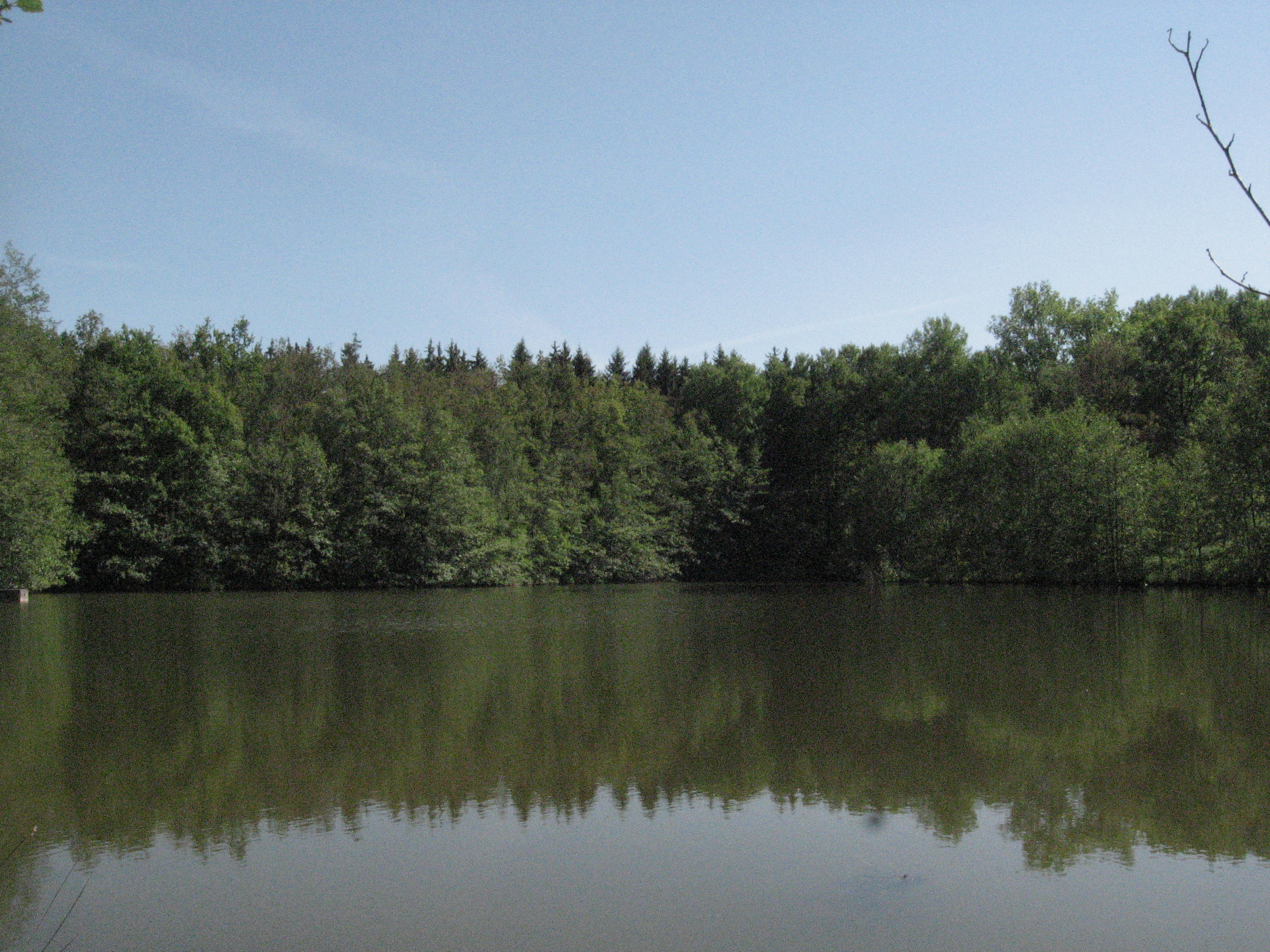
Der Bombensee im Talkessel der oberen Fischach

- Sauklingenbach, mündet von rechts und Westen auf ca. 431 m ü. NHN  am Ostrand einer großen Lichtung im zentralen Talkessel des Einkornwaldes, 1,3 km und ca. 0,7 km²[LUBW 6] Entsteht auf ca. 480 m ü. NHN etwa 0,2 km östlich der Abzweigung der Kohlenstraße von der K 2599.
  -  Durchfließt auf ca. 435 m ü. NHN den Bombensee, zwei Teile, zusammen 1,0 ha.[LUBW 3]
  - Tannenbach, von rechts und Südwesten in den abwärtigen der zwei Seen, 0,5 km und ca. 0,2 km².[LUBW 6] Entsteht im Tannenbühl auf unter 455 m ü. NHN.

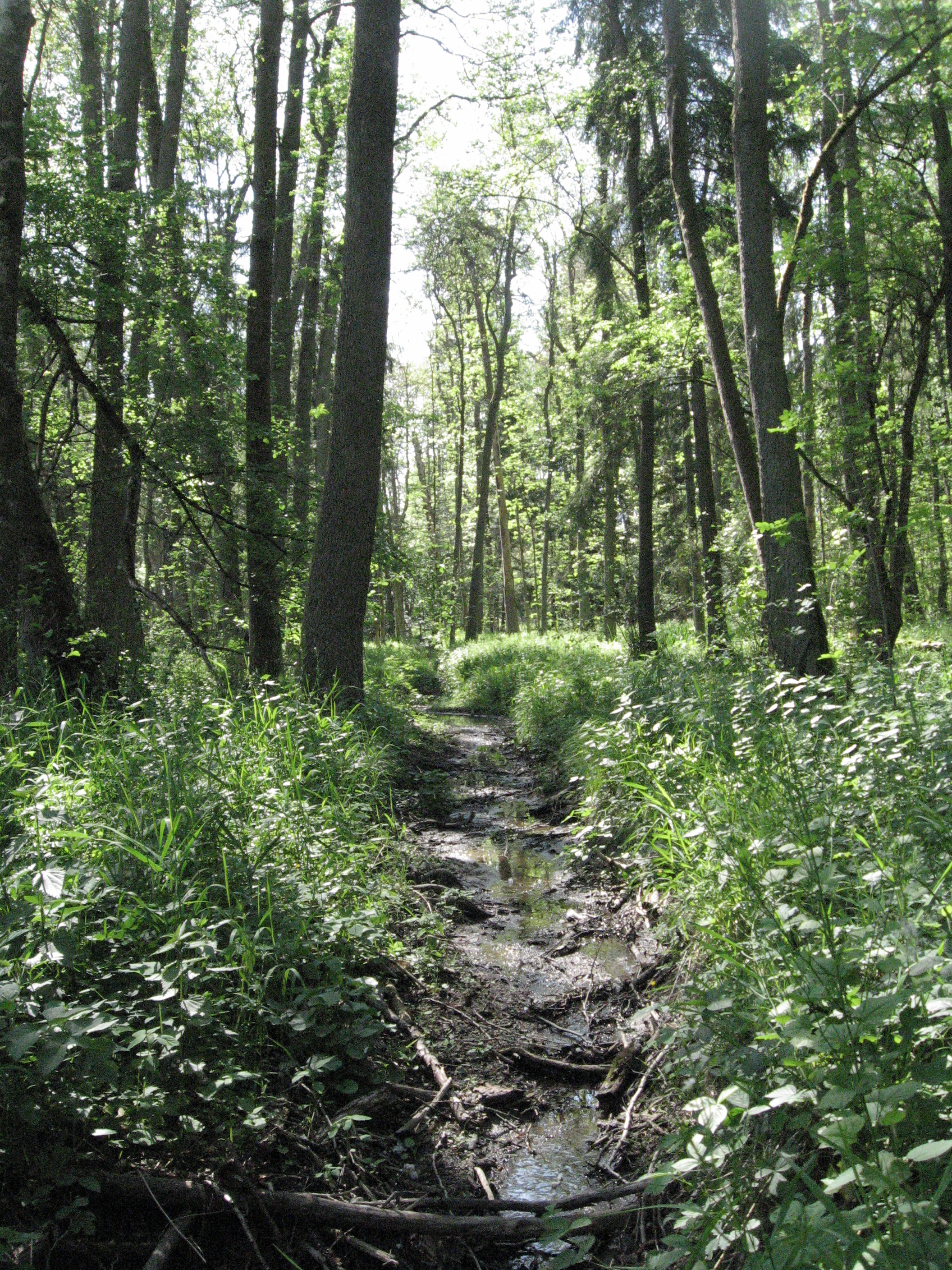
Fischach im Bruchwald Alte Fischach unterhalb des Sauklingenbachs

- Lembach, von rechts und Westen auf 411,5 m ü. NHN[LUBW 7] vor Obersontheim-Herlebach, 2,6 km und ca. 1,9 km².[LUBW 6] Der Bach entsteht auf ca. 455 m ü. NHN südöstlich des Waldgewanns Sahrlachen und unterquert kurz vor deren Waldaustritt die K 2599.
  -  Durchfließt auf etwa 425 m ü. NHN wenig vor seinem Waldaustritt einen 0,3 ha großen Teich.
  - (Unbeständiger Zufluss), von links und Nordwesten im Teich, ca. 0,6 km[LUBW 8] und ca. 0,3 km².[LUBW 6] Entsteht östlich des Waldweges Roßnagelstraße, die von der Kreisstraße zum Bombensee führt, auf bis zu 440 m ü. NHN.
- Brühlbach, von rechts in Herlebach, 2,3 km ab Zusammenfluss der Quellbäche, 3,4 km ab der Quelle des längeren Eschertalbachs und 3,5 km². Der Bach entsteht auf dem Namenslauf auf unter 430 m ü. NHN in der Wolfsklinge ca. 0,4 km südwestlich des Obersontheim-Oberfischacher Wohnplatzes Lotthaus.
  - Eschertalbach, rechter Quellbach[1], 1,1 km und ca. 0,7 km².[LUBW 6] Entsteht in der südwestlichen Kohlschnäue auf etwa 487 m ü. NHN nördlich des Waldwegs von der Kohlenstraße zur Forstebene.
  - (Linker und südwestlicher Quellbach aus der südwestlichen Wolfsklinge), 1,0 km und ca. 0,6 km².[LUBW 6] Entsteht auf etwa 480 m ü. NHN in der westlichen Kohlschnäue nahe einer länglichen Forstwiese.
  - (Unbeständiger Zufluss aus der westlichen Wolfsklinge), von links und Westen auf 427,2 m ü. NHN[LUBW 7] eben noch im Wald etwa 100 Meter südwestlich des Wanderparkplatzes beim Lotthaus, 0,5 km[LUBW 8] und ca. 0,9 km².[LUBW 6] Entsteht auf etwa 440 m ü. NHN nahe dem Waldweg vom Förstersdenkmal zum Lotthaus, zeitweise auch schon merklich näher dem Denkmal.
- Lustbach, von rechts auf etwa 403 m ü. NHN von rechts und Westsüdwesten vor Obersontheim-Oberfischach, 3,2 km und ca. 1,7 km².[LUBW 6] Der Bach entsteht auf etwa 492 m ü. NHN nahe an der Abzweigung des Oberfischacher Weges von der Kohlenstraße im Gewann Muselmoor.
  - (Waldzufluss), von links auf etwa 435 m ü. NHN zu Füßen der westlichen Pfingsthalde, ca. 0,4 km.[LUBW 8] Entsteht auf über 465 m ü. NHN am Südostabfall der Forstebene.
  -  Durchfließt auf unter 430 m ü. NHN nacheinander zwei Fischweiher am Südrand der Lichtung Hasenweide, zusammen 0,2 ha.[LUBW 3]
  - (Hangquellenzulauf), von rechts auf über 415 m ü. NHN entlang der Waldgrenze, ca. 0,2 km.[LUBW 8] Entsteht auf etwa 430 m ü. NHN am mittleren Hang der östlichen Pfingsthalde.
  - (Flurzufluss), von rechts auf etwa 410 m ü. NHN neben dem Feldweg von Oberfischach zum Hundsrücken, ca. 0,4 km.[LUBW 8] Entspringt auf etwa 435 m ü. NHN einer Quelle am Hang der Wanne und  läuft längs des Feldweges zu.
- Bobach[2], von rechts auf 399 m ü. NHN[LUBW 7] bei Oberfischach, auf dem Namenslauf 0,8 km, mit dem längeren Oberlauf Rotbach zusammengenommen 4,0 km sowie 3,4 km². Entsteht im Namenslauf auf 407,5 m ü. NHN[LUBW 7] am Südrand von Oberfischach kurz vor der Bobachbrücke der  Fischachtalstraße K 2627.
  - Rotbach, rechter und Haupt-Oberlauf des Bobachs, von zuletzt Westsüdwesten, 3,2 km und ca. 2,1 km².[LUBW 6] Entsteht auf etwa 490 m ü. NHN am Rande des Gewanns Muselmoor im Wald neben der Kohlenstraße, weniger als 200 m südöstlich vom Abzweig des Oberfischacher Weges von dieser.
    -  Durchfließt auf etwa 455 m ü. NHN einen kleinen aufgestauten Teich im Wald, 0,1 ha.[LUBW 3]
    - Mühlsteinbach, von rechts und Westen im vorgenannten Teich, 0,7 km und ca. 0,3 km².[LUBW 6] Entsteht in ähnlicher Quelllage, jedoch noch diesseits der Kohlenstraße im Gewann Mühlstein auf etwa 475 m ü. NHN. Wenig kürzer und fast genauso einzugsgebietsreich wie der Hauptast.
    - Esterichbach, von rechts und Westsüdwesten auf 434,9 m ü. NHN[LUBW 7] wenig nach dem Waldaustritt in der westlichen Flurbucht zwischen den Ostausläufern Rotenberg im Norden und Langer Esterich im Süden der Limpurger Berge, 1,0 km und ca. 0,3 km².[LUBW 6] Entsteht auf etwa 490 m ü. NHN im Waldgewann Hundshof im Nordostwinkel zwischen der Kohlenstraße und dem ostwärts von ihr abgehenden Höhenweg auf dem Langen Esterich.
    - (Waldbach), von rechts und Südosten auf etwa 432 m ü. NHN gegenüber dem Rotenberg, ca. 0,2 km.<!-TK-abgemessen: 0,196 -->[LUBW 8] Entsteht auf etwa 432 m ü. NHN im Langen Holz, dem Gewann am Nordhang des Langen Esterichs.
    - (Hangbach), von rechts und Südosten  auf etwa 415 m ü. NHN  gegenüber dem Hohlweg zum Rotenberg, ca. 0,2 km.[LUBW 8] Entsteht auf etwa 435 m ü. NHN  am Nordabhang des Siebersbergs, der Ostspitze des Langen Esterichs, an der Flurgrenze.

  - Rohrbach, linker Oberlauf des Bobachs, von Westen, 1,9 km und ca. 0,9 km².[LUBW 6] Entsteht auf etwa 465 m ü. NHN im Wald zwischen dem Oberfischacher Weg im Süden und dem davon abgabelnden, auf dem Hag bis zum Oberfischacher Buchweg führenden Waldhöhenweg.
    - (Waldbach), von rechts und Südwesten auf etwa 433 m ü. NHN am Flureintritt, ca. 0,5 km.[LUBW 8] Entsteht auf fast 460 m ü. NHN am Nordhang des Rotenbergs wenig unterhalb des westlichen Flurrandes auf der Höhe.
    -  Speist auf etwa 415 m ü. NHN einen Kleinteich rechts des Laufs in den Rohrwiesen etwas vor der Oberfischacher Siedlungsgrenze, deutlich unter 0,1 ha.[LUBW 9]
    - (Zufluss), von links und Nordwesten auf etwa 412 m ü. NHN an der Siedlungsgrenze Oberfischachs, ca. 0,3 km.[LUBW 8] Entspringt einer Hangquelle auf unter 430 m ü. NHN westlich des Friedhofes.
- (Zufluss), von links und Norden auf etwa 398 m ü. NHN an der Fischachbrücke der K 2619 Oberfischach–Hausen, 0,6 km[LUBW 8] und ca. 0,2 km².[LUBW 6]
  -  Durchläuft auf etwa 407 m ü. NHN einen 0,1 ha[LUBW 3] großen Teich an der Südostspitze des Waldes Breitenloh.
- (Graben), von links und Nordosten auf etwa 397 m ü. NHN wenig nach der Straßenbrücke, 0,3 km[LUBW 8] und ca. 0,1 km².[LUBW 6] Entspringt auf etwa 402 m ü. NHN in einer feuchten Wiese am Nordwestrand des Waldes Röschbühl.
- (Bach), von rechts auf etwa 394 m ü. NHN an der Zufahrtsbrücke zum Gehöft Röschbühl, ca. 1,0 km[LUBW 8] und ca. 0,5 km².[LUBW 8] Entsteht auf etwa 425 m ü. NHN in den nördlichen Kreuzäckern.
  - (Graben), von rechts auf etwa 405 m ü. NHN etwa 0,2 km südwestlich des Mühlhofs, deutlich kürzer. Entsteht in der oft feuchten Klinge.[3]
- (Eingegangener alter Mühlkanal), von links auf etwa 392 m ü. NHN an der Beutenmühle, ca. 0,7 km[LUBW 8] und ca. 0,3 km².[LUBW 6] Geht zwischen der Fischachbrücke der K 2619 und dem Gehöft Röschbühl auf etwa 396 m ü. NHN an einem verrostenden Schütz nach links ab. Am Abzweig kurzes Anschlussstück, in dem noch Wasser steht, danach nur im Gelände als Mulde zu verfolgen. Wird auf dem Abschnitt bis zu Röschbühl immer mehr durch Erdeintrag eingeebnet, von dort bis zur Beutenmühle noch gut mit höhenlinienfolgenden Bögen zu erkennen.
- Benzenbach, von rechts und Westen zwischen der Beutenmühle und dem Dorf Mittelfischach, 4,4 km und ca. 4,5 km²[LUBW 6] Entsteht auf etwa 488 m ü. NHN ca. 3,0 km westlich von Rappoltshofen in der Nähe der Dreikaiserlinde an der Kohlenstraße.
  - Streitbach, vielleicht auch Breitbach[LUBW 10], von rechts und Westsüdwesten auf 416,5 m ü. NHN[LUBW 7] etwa 300 Meter unterhalb des Benzenhofes, 1,4 km und 0,7 km².[LUBW 6] Entsteht auf etwa 465 m ü. NHN am Nordostfuß des Streitbergs.
  -  Fischteich eng im Mündungswinkel des vorigen, 0,1 ha.[LUBW 3]
  - Riedbächle, von rechts und Westsüdwesten auf etwa 398 m ü. NHN gegenüber von Rappoltshofen, 2,5 km und 1,2 km².[LUBW 6] Entsteht auf etwa 458 m ü. NHN am Waldhang Harzplatte. Das Riedbächle fließt auf über 0,6 km von der beginnenden Feldflur an unterirdisch.
  - (Auengraben), von links auf etwa 396 m ü. NHN auf Höhe des westlichen Siedlungsrandes von Rappoltshofen, ca. 0,3 km.[LUBW 8] Entsteht auf etwa 400 m ü. NHN am südlichen Siedlungsrand.
- Bühlbach, von rechts und Westen auf 385,2 m ü. NHN[LUBW 7] südöstlich nach Mittelfischach, 4,8 km und 4,2 km². Entsteht auf etwa 504 m ü. NHN 1,5 km nördlich von Gaildorf-Winzenweiler am südlichen Streitberg und wenig westlich der Kohlenstraße.
  -  Wird nahe am Ursprung aus einem flachen Waldtümpel auf etwas über 505 m ü. NHN gespeist, etwa 1 a.[4]
  - Amsbach, von rechts und Westsüdwesten auf etwa 424 m ü. NHN kurz vor der Unterquerung der K 2621 Engelhofen–Rappoltshofen einen Viertelkilometer nordwestlich von Rappoltsau, 2,1 km[LUBW 11] und ca. 1,1 km².[LUBW 6] Entsteht auf etwa 500 m ü. NHN ca. 0,2 km westlich des Haspelsees.
    -  Durchfließt nach etwa 200 Metern auf etwa 498 m ü. NHN den vor der Kohlenstraße angestauten Haspelsee, 1,3 ha.
    -  Speist auf etwa 422 m ü. NHN einen kleinen Fischteich rechts am Lauf etwa 300 Meter südwestlich von Rappoltsau, unter 1 a.[4]  Danach Knick nach Norden für die letzten ungefähr 0,3 km Lauf.

  -  Speist auf etwa 406 m ü. NHN einen Kleinweiher rechts des Laufs am Fuß des Hangwäldchens unterm Hägele, 0,1 ha.
  - (Zulauf aus der Finsteren Klinge), von links und Norden auf etwa 399 m ü. NHN an einer Feldweggabel etwa 300 Meter westlich der Bühlbach-Brücke der L 1066 Winzenweiler–Mittelfischach, ca. 0,3 km[LUBW 8] und ca. 0,2 km².[LUBW 6] Entsteht auf etwa 404 m ü. NHN und läuft als Graben neben einem Feldweg.
- Breitenbach, auf knapp 385 m ü. NHN von rechts und Südwesten zwischen Mittel- und Unterfischach nahe der Aussiedlerhofgruppe „Breitenbach 1“[5], zusammen mit dem längeren rechten Oberlauf Stielbach 4,6 km.4,6 km, auf dem Namenslauf ca. 2,0 km[LUBW 8] sowie ca. 5,0 km²[LUBW 6]. Der Bach entsteht im Namenslauf auf etwa 405 m ü. NHN in Obersontheim-Engelhofen an der Unterquerung der Stielbachstraße genannten Durchgangsstraße ohne weiteren Zufluss aus dem Stielbach.
  - Stielbach, Oberlauf bis Engelhofen, ca. 2,6 km und ca. 2,3 km².[LUBW 6]  Der westlichste Hauptstrang-Quellast entsteht  auf etwa 498 m ü. NHN auf der ebenen Hochfläche der Limpurger Berge über dem Stielberg-Hang, etwa 2 km südwestlich von Obersontheim-Engelhofen, wenige Schritte östlich der Kohlenstraße. Anfangs Ostlauf.
    - (Größter Nebenquellast), von rechts und Südwesten auf 442,2 m ü. NHN[LUBW 7] etwa 200 Meter vor der Flurgrenze, 0,5 km und ca. 0,3 km².[LUBW 6] Entsteht auf etwa 490 m ü. NHN am Nordostabhang des Waldgewanns Bernis. Der Hauptstrangast ist am Zusammenfluss 0,8 km lang und hat  schon ein Einzugsgebiet von ca. 0,4 km².[LUBW 6] Der hier endgültig vereinte Stielbach fließt nordöstlich weiter.
    - Bach aus der Hühnerklinge, von links und Westen auf 417,3 m ü. NHN[LUBW 7] im Flurgewann Reute, 1,0 km und ca. 0,4 km².[LUBW 6] Entsteht auf etwa 475 m ü. NHN in einer Klinge am Kalkberg.

  - Klingenbach, von links und Westen nur etwa 200 Meter nach dem Namenswechsel zu Breitenbach auf etwa 403 m ü. NHN am Ostrand von Engelhofen, 1,4 km und ca. 0,8 km².[LUBW 6] Entspringt auf etwa 465 m ü. NHN wenig westlich des Obersontheimer Rothofs unter der Talsteige der Landesstraße Winzenweiler–Mittelfischach (L 1066).
  - (Unbeständiger Zulauf), von links und Nordwesten auf etwa 403 m ü. NHN am Ostrand von Engelhofen, ca. 0,3 km[LUBW 8] und ca. 0,3 km².[LUBW 6] Die zugehörige Talmulde beginnt schon an der L 1066.
  - (Unbeständiger Feldweggraben), von links und Westen auf etwa 390 m ü. NHN zwischen Engelhofen und der Aussiedlerhofgruppe Breitenbach 1 am Rande des Fischachtales, ca. 1,0 km[LUBW 8] und ca. 0,4 km².[LUBW 6] Beginnt auf etwa 425 m ü. NHN an der nördlich aus Engelhofen zur L 1066 führenden öffentlichen Fahrstraße und läuft in einer natürlichen Geländemulde.
- (Feldwegbegleitender Graben vom Adenbühl), von rechts und Westsüdwesten auf etwa 384 m ü. NHN gegenüber der Löchlesklinge, 0,7 km.[LUBW 8] und ca. 0,2 km².[LUBW 6] Entsteht auf etwa 415 m ü. NHN nahe am Steigenkopf der K 2622 aus Engelhofen nach Obersontheim-Unterfischach.
- Weiler Bach, von rechts und Südwesten auf 381,5 m ü. NHN[LUBW 7] bei Obersontheim-Unterfischach, 3,8 km und 3,9 km. Entsteht auf etwa 495 m ü. NHN  in einer Klinge zwischen Schenkengeren, der Kohlenstraße und der Rotsteige.
  - (Sehr symmetrische Waldtalspinne mit linkem und rechten Zufluss), von Westen und Osten auf etwa 440 m ü. NHN[LUBW 7] am Fuß des Schenkengeren, beide Zuflüsse jeweils ca. 0,4 km[LUBW 8] und ca. 0,2 km².[LUBW 6] Entstehen auf etwa 475 m ü. NHN am Hang des Göbelsrains bzw. des Raitelsbergs.
  -  Passiert auf knapp 430 m ü. NHN unmittelbar nach dem Flureintritt zwei Teiche rechts, zusammen 0,1 ha. Zumindest einer mit kurzem Hangquellenzufluss. Etwa ab hier läuft der Bach nach langer Richtungsbiegung nordöstlich.
  -  Passiert einen Teich auf knapp 420 m ü. NHN südwestlich-gegenüber Weiler, 0,2 ha.
  - Kappelbach, von links und Westen auf etwa 395 m ü. NHN zwischen Weiler und Unterfischach, 0,8 km und ca. 0,5 km².[LUBW 6] Entsteht auf etwa 425 m ü. NHN an einem Feldweg. der wenig nördlich von Weiler nach Osten von dem den Weiler erschließenden Stichstraße K 2623 von Engelhofen her abgeht. Auf ganzer Länge Weggraben.
  - (Unbeständiger Weggraben), von links und Westen auf etwa 389 m ü. NHN weniger als 200 Meter vor dem Ortsrand von Unterfischach, ca. 0,8 km[LUBW 8] und ca. 0,2 km².[LUBW 6] Entsteht auf etwa 420 m ü. NHN wenig neben der K 2622 Engelhofen–Unterfischach.
- (Stichgraben), von rechts und Südwesten kurz nach der Unterfischacher Kläranlage, ca. 0,4 km[LUBW 8] und ca. 0,1 km².[LUBW 6] Beginnt auf etwa 387 m ü. NHN am Rande der K 2627 Unterfischach–Bühlerzell.
- Schaufelbach, von rechts und Südwesten in den Gumpenwiesen unterhalb von Unterfischach, ca. 1,4 km auf dem Namenslauf und 2,1 km mit dem längeren Oberlauf sowie ca. 1,2 km².[LUBW 6] Der Bach entsteht auf etwa 414 m ü. NHN aus dem Zusammenfluss von Altenbach und einem weiteren unbenannten Quellast an der Waldgrenze unterhalb des Göbelsrains.
  - Altersbach, rechter Hauptstrang-Oberlauf des Schaufelbachs von Südwesten vom Alten Stall her, ca. 0,7 km[LUBW 8] und ca. 0,3 km².[LUBW 6]
  - (Nebenstrang-Oberlauf), linker Oberlauf von Westen, ca. 0,4 km[LUBW 8] und ca. 0,2 km².[LUBW 6] Entsteht auf etwa 438 m ü. NHN im Waldgewann Röt.
- (Zufluss), von links und Norden aus einer Mulde am Südfuß des Leippersbergs, ca. 0,3 km[LUBW 8] und ca. 0,1 km².[LUBW 6]
  - (Auengraben), von rechts und Westen am Fischachtalrand gegen den Leippersberg, von rechts, ca. 0,3 km.[LUBW 8]
- (Auengraben), von links und Nordwesten, ca. 0,3 km.[LUBW 8] Entspringt einer Quelle am linken Auenrand, dem er größtenteils folgt.
- (Feldweggraben), von rechts und Süden, ca. 0,2 km.[LUBW 8]
- (Feldweggraben durch die Nebenmulde Wiesenklinge), von rechts und zuletzt Süden an einer baufälligen Fischachbrücke, ca. 0,9 km[LUBW 8] und ca. 0,3 km².[LUBW 6] Beginnt gegenüber dem Geifertshofener Schützenhaus am Rande der K 2627. Zuletzt in der Aue nicht mehr offen.
- (Auengraben), von links und Westnordwesten in den Fischachwiesen, ca. 0,4 km[LUBW 8] und ca. 0,1 km².[LUBW 6] Läuft überwiegend zu Füßen der westlichen Hummelshalde
- (Hanggraben), von rechts und Süden, ca. 0,3 km[LUBW 8] und ca. 0,1 km².[LUBW 6] Entsteht auf etwa 398 m ü. NHN am Rand der K 2625 Geifertshofen–Kottspiel und durchläuft die Rossäcker. Im Auenbereich kein offener Lauf.
- (Feldweg- und Auengraben), von links, ca. 0,2 km[LUBW 8] Läuft zu Füßen der östlichen Hummelhalde.

- → (Abgang des Rohrwiesengraben), nach links und Nordwesten kurz nach der Fischachbrücke der L 1072 Kottspiel–Bühlertann, 0,7 km. Abfluss nur bei starkem Hochwasser, ist gewöhnlich nur ein Auengraben zur Bühler weiter abwärts.

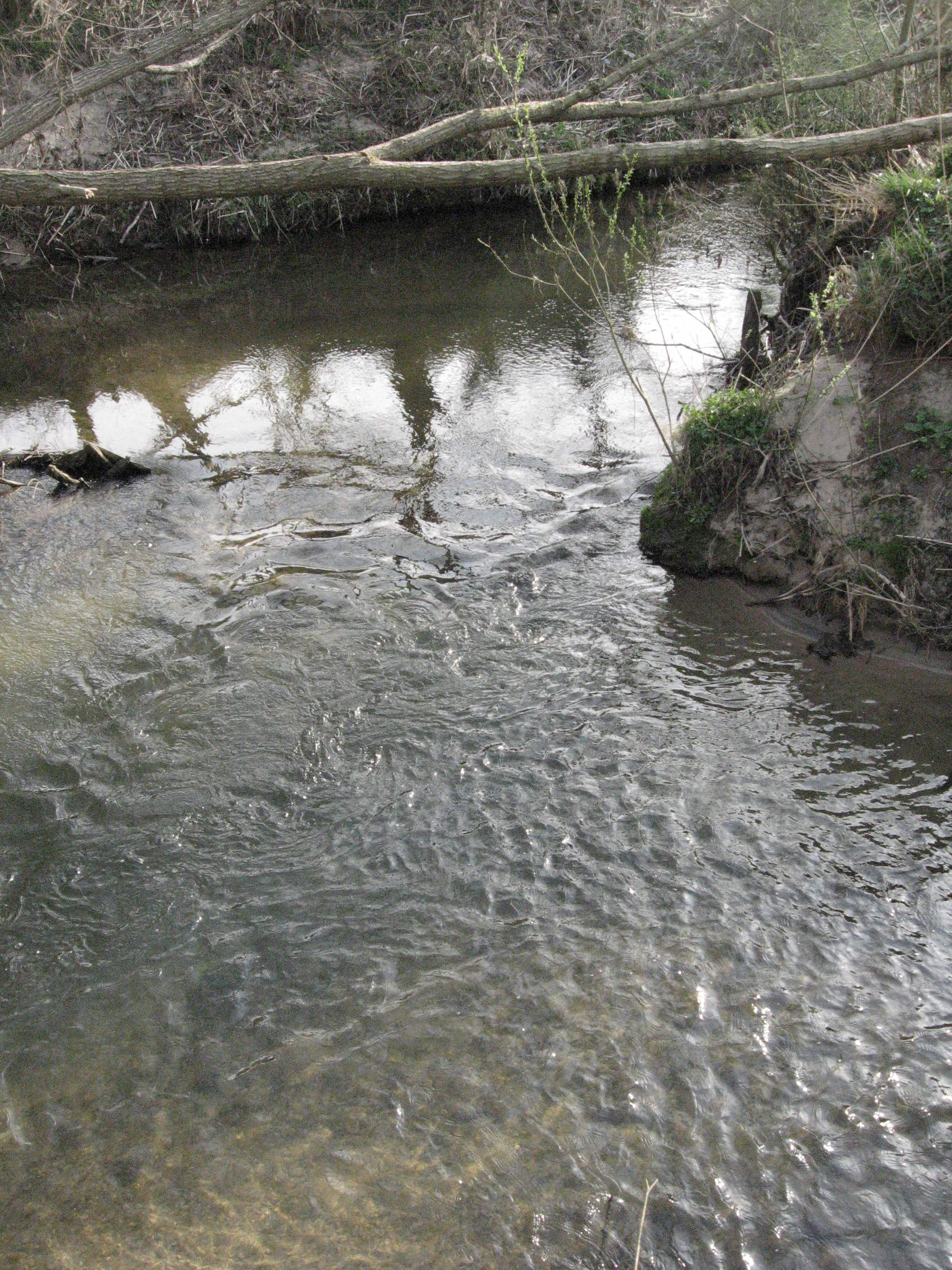
Bei der Mündung der Fischach in die Bühler verlaufen beide in tiefen Geländetrögen

Mündung der Fischach auf etwa 376 m ü. NHN bei Bühlertann-Kottspiel von links und zuallerletzt Süden in die Bühler. Die Fischach ist 14,2 km lang und hat ein Einzugsgebiet von 43,5 km².

### LUBW
Amtliche Online-Gewässerkarte mit passendem Ausschnitt und den hier benutzten Layern: Lauf und Einzugsgebiet der Fischach

Allgemeiner Einstieg ohne Voreinstellungen und Layer: Daten- und Kartendienst der Landesanstalt für Umwelt Baden-Württemberg (LUBW) (Hinweise)
1. 1 2  Länge nach dem Layer Gewässernetz (AWGN).
2. 1 2  Einzugsgebiet aufsummiert aus den Teileinzugsgebieten nach dem Layer Basiseinzugsgebiet (AWGN).
3. 1 2 3 4 5 6  Seefläche nach dem Layer Stehende Gewässer.
4. ↑  Einzugsgebiet nach dem Layer Basiseinzugsgebiet (AWGN).
5. ↑  Höhe nach dem Höhenlinienbild auf dem Hintergrundlayer Topographische Karte.
6. 1 2 3 4 5 6 7 8 9 10 11 12 13 14 15 16 17 18 19 20 21 22 23 24 25 26 27 28 29 30 31 32 33 34 35 36 37 38 39 40  Einzugsgebiet abgemessen auf dem Hintergrundlayer Topographische Karte.
7. 1 2 3 4 5 6 7 8 9 10 11  Höhe nach schwarzer Beschriftung auf dem Hintergrundlayer Topographische Karte.
8. 1 2 3 4 5 6 7 8 9 10 11 12 13 14 15 16 17 18 19 20 21 22 23 24 25 26 27 28 29 30 31 32 33  Länge abgemessen auf dem Hintergrundlayer Topographische Karte.
9. ↑  Seefläche abgemessen auf dem Hintergrundlayer Topographische Karte.
10. ↑  Name Streitbach nach der Beschriftung auf der Topographischen Karte, die gewöhnlich in Namensfragen verlässlicher ist. Der Layer Gewässernetz (AWGN) benennt den Zufluss dagegen als Breitbach. Der Bach entsteht am Fuß des Streitbergs und mündet am Gewann Breitäcker.
11. ↑  Länge nach dem Layer Gewässernetz (AWGN), ergänzt um ein kleines, auf der Gewässerkarte nicht berücksichtigtes Anfangsstück, das auf dem Hintergrundlayer Topographische Karte abgemessen wurde.

### Andere Belege und Anmerkungen
1. ↑  Mit selber Fließgewässerkennzahl bei LUBW zum Brühlbach gerechnet.
2. ↑  Mit selber Fließgewässerkennzahl bei LUBW zu seinem Oberlauf Rotbach gerechnet.
3. ↑  Persönliche Beobachtung, ist weder in der topographischen Karte noch auf der Gewässerkarte eingetragen.
4. 1 2  Seefläche abgeschätzt nach Augenschein.
5. ↑  Das Ortsteilschild an der Fischachtalstraße ist mit „Breitenbach 1“ beschriftet, auf der anderen Seite der hier schon flachen Talmulde steht an einem weiteren Hof ein Schild „Breitenbach 2“.